# 아야나미 레이
아야나미 레이(綾波レイ)는 일본의 애니메이션 《신세기 에반게리온》과 그 각종 미디어 믹스에 등장하는 가공의 캐릭터로, 애니메이션에서의 성우는 하야시바라 메구미이다. 한국어 더빙은 비디오판(TV판)의 경우 이진화, 게임 〈강철의 걸프렌드〉에서는 이현선이 맡았다.

## 약력
2001년 3월 30일생이며, 나이는 14세이다. 제3신도쿄시 시립 제1중학교 2학년 A반 학생이며, 특무기관 네르프 소속으로 에반게리온 0호기 파일럿이다.

## 인물
살갗이 매우 희며 하늘색 머리에 붉은 눈동자를 가지고 있다. 이카리 유이의 클론이기 때문에 전체적인 인상과 생김새는 그녀와 많이 닮아있다. 항상 무표정하며 말수도 적고 감정을 거의 겉으로 드러난 적이 없지만, 작품 초기에는 이카리 겐도에게만 마음을 열고 있었다. 그러다 점차 교류를 가지면서, 이카리 신지에게 관심이 생기기 시작하고, 사도 라미엘과의 전투이후 신지에게 마음을 열기 시작한다.
본 작에 있어서 매우 중요한 인물로서 중대한 역할을 완수한다. 에반게리온 0호기의 폭주 사고에 의해 중상을 입어, 첫 등장시는 붕대차림이다.
성과 이름의 유래는, 일본의 해군구축함〈아야나미〉와, 〈달의 요정 세일러문〉의 등장하는 히노 레이(=세일러 마스)에서 착안 해 낸 것이다.